# Deutsche Telekom
Deutsche Telekom AG (fork. DTAG, ofte blot Telekom) er et tysk teleselskab. Selskabet, der omsætter for 435 mia. kr. (2012) årligt, er Europas største i branchen. Deutsche Telekom har hovedkvarter i Bonn og beskæftiger ca. 232.000 ansatte (2005).
Tidligere var Deutsche Telekom en del af Deutsche Bundespost (i dag Deutsche Post), men har siden 1996 været et børsnoteret aktieselskab. Deutsche Telekom er delvist ejet af den tyske stat, der direkte ejer 15,7% og gennem den statsejede investeringsbank kfW yderligere 17% indirekte. Den største aktionær er det amerikanske selskab Blackstone med 3,34%. Den store majoritet af aktierne – 61,73% – ejes af småaktionærer.
Deutsche Telekom er ikke aktiv på markedet for telefoni i Danmark, men koncernens IT-selskab, T-Systems, har sit nordiske hovedkvarter i Ballerup med omkring 60 ansatte.

## T-Mobile Team
Deutsche Telekom grundlagde i 1991 cykelholdet Team Telekom (fra 2004: T-Mobile Team) der i en årrække hørte til de mest succesfulde hold i den professionelle cykelsport. I efteråret 2007 meddelte Telekom imidlertid at de med øjeblikkelig virkning stoppede som sponsor for cykelholdet. Det skete efter at flere af holdets ryttere fra 1990'erne – bl.a. Bjarne Riis, Erik Zabel, Rolf Aldag og Brian Holm – i maj 2007 indrømmede dopingmisbrug. Holdets tidligere stjerne, Jan Ullrich var året forinden blevet fyret fra T-Mobile Team efter at have været blevet ekskluderet fra Tour de France 2006. Og i 2007-udgaven af Tour de France blev T Mobile-rytteren Patrik Sinkewitz ekskluderet på grund af doping. 